# キルステン・ウォーレン
キルステン・ウォーレン（Kiersten Warren, 1965年11月4日 - ）は、アメリカ合衆国出身の女優である。

## 人物
アイオワ州クレストンで生まれ、母親は女優のミスティ・トラヤ。
役者としてのTVドラマデビューは1987年の「私立探偵マグナム」から始まり、1996年に映画初出演した「インデペンデンス・デイ」の劇中のビルの屋上から宇宙船に向かってプラカードを掲げるOL役がインパクトを与えた。
1999年に公開された「アンドリューNDR114」では陽気な女性ロボットのガラテアを演じ大いに話題になった。
その後もTVドラマを中心に活躍している。
私生活ではドラマ「FRINGE/フリンジ」で共演したカーク・アセベドと結婚、2012年に娘が産まれた。

## 出演作品

### テレビ
- 私立探偵マグナム
- バレエ・ガールズ　～パラダイスへようこそ～
- デスパレートな妻たち（ノーラ）
- CSI:マイアミ
- NIP/TUCK　ハリウッド整形外科医
- FRINGE/フリンジ
- Dirt
- ダーティ・セクシー・マネー（エレン・ダーリング）
- ザ・ホワイトハウス

### 映画
- 庭から昇ったロケット雲
- 13ラブ 30サーティン・ラブ・サーティ
- ホワイトクラッシュ
- ペインテッド・ハウス
- ブラック・キャデラック（ジェニー）
- ヤァヤァ・シスターズの聖なる秘密（若かりし頃のニーシー）
- デュエット（キャンディ・ウッズ）
- アンドリューNDR114
- 狂っちゃいないぜ
- インデペンデンス・デイ

### オリジナルビデオ
- チアーズ3（パム・アレン）